# إرنست فريدرش، دوق ساكس-كوبرغ-سالفيلد
إرنست فريدرخ (بالألمانية: Ernst Friedrich)‏ (8 مارس 1724 - 8 سبتمبر 1800)؛ كان دوق ساكس كوبورغ زالفلد، هو ابن فرانتس يوشيا دوق ساكس-كوبرغ-سالفيلد وآنا صوفي من شفاتزبورغ-رودولشتات؛ خلفه والده بعد وفاته في 1764؛ وبعد وفاته خلفه ابنه البكر فرانتس.